# كاميني روي
كاميني روي (بالهندية: কামিনী রায়)(ولدت في 12 أكتوبر 1864 -توفيت في 27 سبتمبر 1933)  هي شاعرة بنغالية بارزة وعالمة اجتماع وناشطة نسوية في الهند البريطانية . كانت أول خريجة جامعة تكرم في الهند البريطانية .

## روابط خارجية
- Kahaly، Anirudha (2012). "Roy, Kamini". في Islam، Sirajul؛ Jamal، Ahmed A. (المحررون). Banglapedia: National Encyclopedia of Bangladesh (ط. Second). الجمعية الآسيوية في بنغلاديش.
- قصائد كاميني روي باللغة البنغالية